# 郭家街道 (乐陵市)
郭家街道，是中华人民共和国山東省德州市乐陵市下辖的一个乡镇级行政单位。

## 行政区划
郭家街道下辖以下地区：
华亿社区村、大张社区村、中兴社区村、郭家社区村、南夏社区村、郑家社区村、枣王社区村、安张新村和崔韩新村。